# بلوش الهند
بلوش الهند هم مواطنون أو مقيمون من أصل بلوشي في الهند. ينحدر اصولهم من إقليم بلوشستان المتواجدة ما بين باكستان وإيران وأفغانستان، وهم جزء من الشتات البلوشي.
هناك عدة مستوطنات بلوشية في ولاية أتر برديش بالهند، مثل أمير نجر، فريد نجر، غازي آباد، غرهي عبد الله، باكي غرهي، جاسوئي، وباغرها في مقاطعة موزاففر ناجار. تم منح هذه القرى لأربعة إخوة بلوش، بيرام خان، أمير خان، شير خان، وهاشم خان، بالإضافة إلى زوج أختهم عبد الله خان، من قبل الإمبراطور المغول أورنغزيب. استقرت هذه العائلات البلوشية في المنطقة وأصبحت بارزة مع تراجع الإمبراطورية المغولية. يبلغ عدد سكانهم حوالي 100,000 نسمة، ويتحدثون اللغات البلوشية، البراهوي، والماراثية.

## البلوش فيكجرات
بلوش الكجرات هم مجتمع بلوشي يوجد في ولاية كجرات في الهند. ينحدرون من القبائل البلوشية الذين استقروا في هذه المنطقة من كجرات في أواخر العصور الوسطى. يستخدم أفراد هذا المجتمع لقب "خان".

### التاريخ
ثلاثة مغامرون بلوش، إسماعيل خان وفتح خان وغازي خان، أسسوا ثلاث ديرا (معسكرات) تحمل أسماءهم، وأنشأوا أنفسهم حكامًا مستقلين في الديراجات السفلى ومظفرغره، التي استمرت لديهم ولأحفادهم لمدة تقارب 300 عام. أسس الأخوة الثلاثة مستوطنات ديرا غازي خان وديرا إسماعيل خان وداريا خان. ومن ثم انتشر البلوش الجنوبيون تدريجياً في واديي نهر السند ونهر السيناب والسطلج، وفي عام 1555، انضم عدد كبير من البلوش تحت قيادة الزعيم الكبير مير چاكر إلى الإمبراطور همايون، الإمبراطور المغولي الثاني، في دخوله إلى الهند. بدأ عدد قليل من البلوش في الهجرة من ملتان والسند إلى كجرات على الأقل منذ القرن الرابع عشر.في كجرات، جاء أوائل المستوطنين البلوش مع فتح خان بلوش، الذي تم منحه جاكير (الأراضي المعطاة كحكم للمستوطن) في رضانبور وسامي من قبل سلطان أحمد شاه الثاني من كجرات. وتم أيضًا منح فتح خان جاكير آخر في جوناجاده من قبل الإمبراطور المغولي أورنغزيب. في القرن الثامن عشر، دعا حكام الغوهيل في راجبوت عددًا من البلوش ليكونوا حراسًا شخصيين لهم، ومنحوهم جاكير في سيهور.

### الظروف الحالية
البلوش في كجرات موزعون في راجكوت، جوناجاده، كادية، كيشود، فيرافال، منجرول، وبهافنجر. تشمل القرى البلوشية المهمة بودهانا وبينجالي في مقاطعة بهافنجر، وقرية كندهادا في مقاطعة جوناجاده، وباسبا وكروادا في رضانبور. يميلون إلى العيش في قرى خاصة بهم، أو لديهم أحياء مميزة في المدن التي يعيشون فيها. ينقسم المجتمع إلى ستة عشائر،. العشائر الرئيسية لهم هي غابول، لاشاري، بيري، كوبانغ، سوكه، هوت، وكوراي. هاجر عدد قليل من أفراد عشيرة غابول إلى باكستان، ويتواجدون الآن في كراتشي. يتحدثون أفراد المجتمع باللغة الكجراتية، بينما يتحدثون البلوش في كاتش اللغة السندية. معظم البلوش لديهم أيضًا معرفة بالأردية.
البلوش يمارسون الزواج داخل الأنساب بدقة، على الرغم من وجود بعض الحالات من الزواج بين البشتون ومجتمعات الراجبوت المسلمة مثل المالك، والميانا، والمولسلم. يفضلون الزواج من الأقارب القريبين، ويمارسون كل من زواج الابن الأخ وزواج الابن العم. البلوش الآن يعملون بشكل رئيسي كمزارعين هامشيين، مع العديد منهم أيضًا يعملون كعمال زراعيين. أدى إصلاح الأراضي إلى تفكك الجاكيرات الكبيرة، وهاجر العديد من الجاكيردارز إلى مدن مثل أحمد أباد ومومباي. القرى الآن تتمتع بالكهرباء، ويستخدم العديد منهم الآن مضخات كهربائية. كثيرون من البلوش يعملون أيضًا كسائقي شاحنات، مع عدد قليل يمتلكون شاحناتهم الخاصة. ظروفهم الاقتصادية العامة ضعيفة. مثل المسلمين الكجراتيين الآخرين، لديهم جمعية بأسم قبيلة البلوش. تعمل هذه الجمعية كجمعية رعاية اجتماعية، بالإضافة إلى أنها أداة للسيطرة الاجتماعية. معظم البلوش هم من السنة، ولكن أعضاء عشيرة سوكه هم من الشيعة.

## البلوش فيأتر برديش
في منتصف القرن السابع عشر، استفاد البلوش البراهويون، بمساعدة من الترك، من ضعف قبائل الرند ولاشار بعد حرب رند-لاشاري التي استمرت لمدة 30 عامًا وأجبرتهم على مغادرة وادي كلات. تحت ضغط الظروف، انتقلوا شرقًا إلى جبال السليمان. وفقًا للدكتور أختر بلوش، أستاذ في جامعة كراتشي، هاجر البلوش من بلوشستان خلال "العصر الجليدي الصغير" واستقروا في سند والبنجاب. على الرغم من أن علماء المناخ والمؤرخين الذين يعملون بسجلات محلية لم يعدوا يتفقون على بداية أو نهاية هذه الفترة، التي تختلف وفقًا للظروف المحلية. وفقًا للأستاذ اختر بلوش، كان مناخ بلوشستان باردًا جدًا وكانت المنطقة غير صالحة للسكن خلال فصل الشتاء، لذا هاجر البلوش بموجات واستقروا في سند والبنجاب.
القرية الصغيرة التي تسمى بيلوتشبورا تضم وحدها حوالي 8,000 فرد من عرقية البلوش. بيلوتشبورا موطن لحوالي 8,000 شخص من البلوش. كانوا هؤلاء البلوش يعملون كمدفعيين في جيش الإمبراطور المغولي "بابر" خلال وقت معركة بانيبات الأولى في عام 1526. قرروا البقاء في المنطقة، التي سُميت باسم وطنهم، بعد أن "وقع البلوش في حب المناظر الطبيعية الخصبة للسهول الغانغيتك واختاروا الاستقرار على ضفاف اليمونا." تمنح حكومة الهند لمدينة بيلوتشبورا لقب<nowiki>قرية الثورة، نظرًا لمشاركة سكانها "في جيش آخر إمبراطور مغولي هو بهادر شاه ظفر ضد الإنجليز."

### الظروف الحالية
البلوش في شمال الهند الآن مفصولون تمامًا عن قبائل البلوش في بلوشستان، ولم تعد التقسيمات القبلية مهمة بعد الآن. يوجدون في مناطق ميرات، مظفر نجر، بلندشهر، واليغار. تتشابه عاداتهم مع تلك المجتمعات المسلمة المجاورة مثل جوجها ورانغهار. يسكن البلوش في قرى مسلمة مختلطة، يحتلون أرباعهم الخاصة، ويعملون بشكل رئيسي كمزارعين صغار ومتوسطين. تقع مستوطناتهم الأكثر أهمية في عدة قرى في وحول بلدة باجهرا في مقاطعة مظفر نجر. توجد مجموعة ثانية من القرى البلوشية في مقاطعة بلندشهر، حيث توجد عدة قرى بالقرب من بلدات جهجهار وتشانديرو. بالإضافة إلى ذلك، تعتبر بلدة فريد نجار في مقاطعة غازي أباد موطنًا لمستوطنة هامة من البلوش. يتزوجون من أفراد من المجتمعات المسلمة الأخرى، ويتزوجون داخل الأقارب القريبين، مثل مجتمعات مسلمين شمال الهند الأخرى.

## البلوش فيدلهي
هجرة البلوش إلى الهند لم يتوقف بعد الاستقلال وما زال مستمراً حتى الآن. جاءت أمواج الهجرة الأولى للبلوش بعد الاستقلال في عام ١٩٧٩؛ حيث استقرت مئات العائلات البلوشية في دلهي. وتواصل أمواج متكررة من الهجرة البلوشية حتى منذ أوائل الألفية الجديدة. منحت حكومة الهند الجنسية الهندية لبعضهم، في حين يواجه البعض الآخر صعوبات في التكيف.
تضمُّ مجتمع البلوش في نيودلهي أكثر من ٢٠٠٠ عائلة تعيش في مناطق مثل مادانجير، خانبور، وديفلي. كان السيد ناندلال ساشديفا من الشخصيات البارزة في المجتمع، الذي وضع أسس الهيئة البلوشية الهندية لرعاية شكاوى المجتمع.
يظلُّ مجتمع البلوش متماسكًا وملتزمًا بمساعدة العائلات الجديدة المهاجرة في التكيف مع مكان غير مألوف بالنسبة لهم. ومع مرور الوقت وفي مدينة مثل دلهي، تنشغل الأجيال الحالية بالمسائل اليومية والقضايا المملة للحياة الحضرية. ومع ذلك، يفهم الأشخاص الذين واجهوا واقع البلوش القاسي الألم الذي يمرون به، وفي هذه الأوقات يساعد المهاجرون الذين استقروا وحصلوا على الجنسية القادمين الجدد.